# 기즈가와시
기즈가와시(일본어: 木津川市)는 일본 교토부 최남단에 있는 시이다. 나라 시대에 구니교가 놓여 있던 도시이다. 2007년 3월 12일에 소라쿠군의 야마시로정, 기즈정, 가모정이 합병해 만들어졌다.
인구 밀도는 야마시로 지구에서 가장 낮으나 인구 증가율은 일본에서 10위로, 앞으로의 발전이 기대되고 있다.

## 지리
교토부 남단에 위치하고 시명의 유래가 된 기즈강이 흐른다. 옛날에는 목재를 운반하는 항구로 번창했다. 교토시·오사카시·나라시의 주택 지역이기도 하다.

## 역사
- 740년 - 구니교가 놓였다.
- 2007년 3월 12일 - 소라쿠군 기즈정·야마시로정·가모정이 합병해 성립했다.

## 교통

### 철도
- 서일본 여객철도
  - 간사이 본선
    - (← 가사기정 가사기역) - 가모역 - 기즈역 - (나라시 나라야마역 →)

  - 야마토지선(간사이 본선)
    - 가모역 - 기즈역 - (나라시 나라야마역 →)

  - 나라선
    - (← 이데정 다마미즈역) - 다나쿠라역 - 가미코마역 - 기즈역

  - 가타마치선
    - (← 세이카정 호소노역) - 니시키즈역 - 기즈역
- 긴키 닛폰 철도
  - 교토선
    - (← 세이카정 신호소노역) - 기즈가와다이역 - 야마다가와역 - (나라시 다카노하라역 →)

### 도로
- 제2게이한 도로(일본어판)
- 국도 24호선
- 국도 제163호선 (일본)(일본어판)

## 인구
| 연도 | 인구   | ±%     |
| ---- | ------ | ------ |
| 1940 | 23,858 | —      |
| 1950 | 29,176 | +22.3% |
| 1960 | 28,349 | −2.8%  |
| 1970 | 28,007 | −1.2%  |
| 1980 | 34,431 | +22.9% |
| 1990 | 49,532 | +43.9% |
| 2000 | 58,809 | +18.7% |
| 2010 | 69,768 | +18.6% |
| 2020 | 77,907 | +11.7% |